# Ám sát

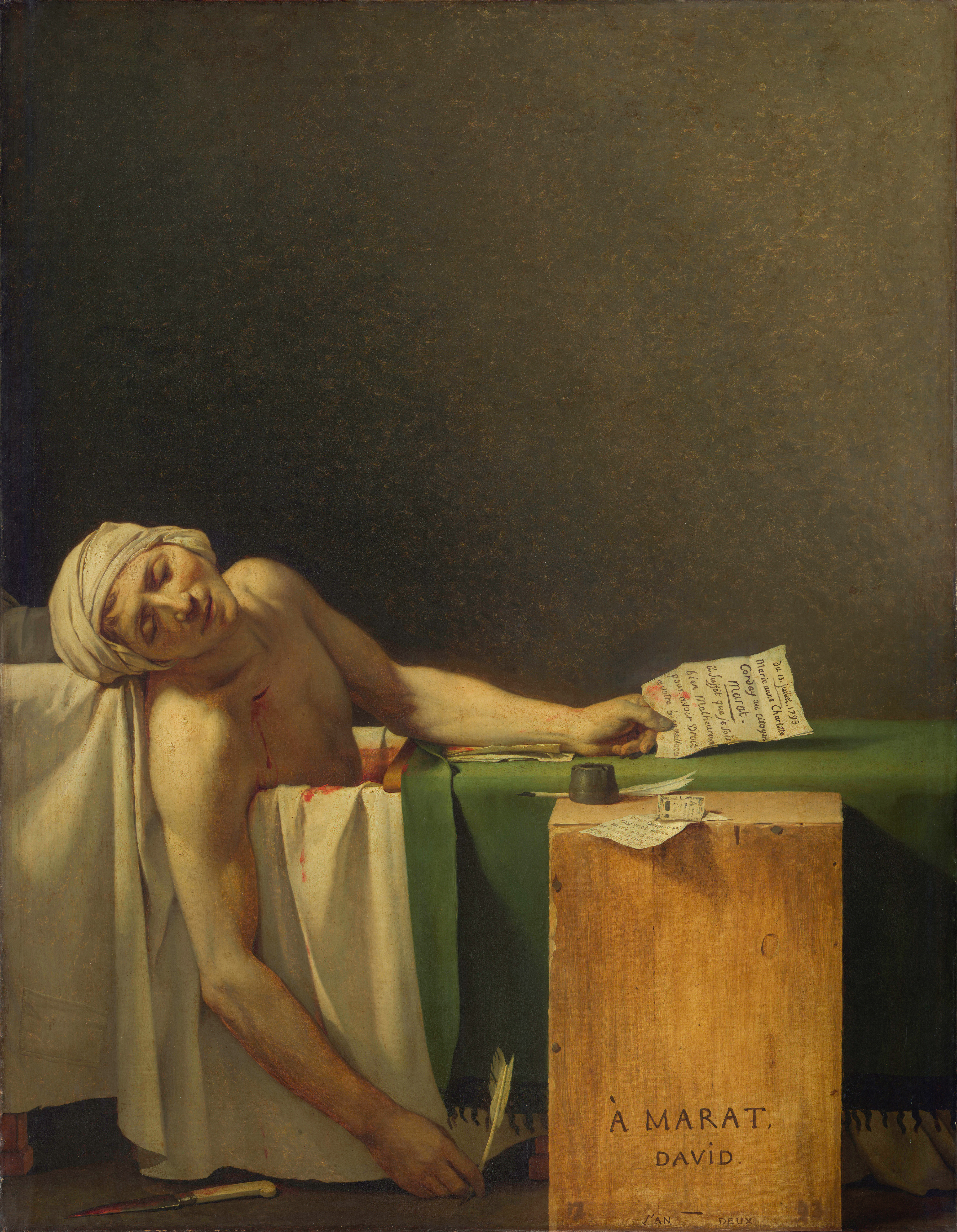
Cái chết của Marat (La Mort de Marat), họa phẩm nổi tiếng của Jacques-Louis David về vụ ám sát Jean-Paul Marat trong thời kỳ Cách mạng Pháp. Charlotte Corday, người phụ nữ thực hiện vụ ám sát, đã bị xử chém ngày 17 tháng 7 năm 1793 tại Paris.

Ám sát (暗殺) theo nghĩa chữ Hán là giết người một cách lén lút. Ám sát là hành động có mưu tính do một người hay một tổ chức tiến hành nhằm giết chết một hoặc nhiều nhân vật có tên tuổi và ảnh hưởng trong chính trường hay xã hội vì những động cơ có tính chất chính trị, lý tưởng, đức tin, quan điểm. Người hay tổ chức chủ mưu thực hiện giết người không ra mặt và hành động giết người cũng thường được thực hiện lén lút hoặc bất ngờ khiến người bị giết không kịp phòng bị hoặc không kịp được bảo vệ.
Vì "ám sát" là việc giết một cách bí mật nên trong thực tế thường có người chủ mưu giấu mặt và người đi giết thực hiện một cách lén lút, bất ngờ. Đôi khi, hai người này chỉ là một, nghĩa là người chủ mưu tự thực hiện ý định. Có những trường hợp, người chủ mưu có địa vị cao hơn người bị giết, nhưng vì người chủ mưu không muốn bị lộ mặt là mình giết người kia (vì sợ mang tiếng , chịu trách nhiệm hay một lý do nào khác) nên vẫn tiến hành ám sát người có địa vị thấp hơn và yếu hơn mình.
Hành động có mưu tính để giết một hoặc nhiều nhân vật nổi tiếng nhưng vì những động cơ khác như cướp của, trả thù cá nhân... không phải là ám sát. Việc giết các nhân vật quan trọng nhưng không có sự lén lút hoặc bất ngờ cũng không phải là ám sát.

## Những vụ ám sát trong lịch sử
Khó mà liệt kê được hết các vụ ám sát trong lịch sử. Sau đây là một số vụ có ảnh hưởng lớn hoặc được nhắc tới nhiều hơn trong lịch sử.
| Ngày        | Năm            | Sự kiện |
| ----------- | -------------- | --- |
|             | 515 TCN        | Ngô vương Liêu bị công tử Quang sai Chuyên Chư đâm chết trong tiệc. |
|             | khoảng 372 TCN | Nghiêm Trọng Toại sai Nhiếp Chính xông vào phủ đâm chết thừa tướng nước Hàn là Hiệp Lũy để báo thù riêng. Chính tự hủy hoại mặt mình để giấu tên tuổi rồi tự sát nhưng chị Chính là Vinh thị đến nhận cho em mình.                                                              |
|             | 338 TCN        | Vua Ba Tư Artaxerxes III bị tể tướng Bagoas đầu độc mà chết. |
|             | 336 TCN        | Vua Ba Tư Arses bị tể tướng Bagoas đầu độc chết. |
|             | 336 TCN        | Vua Philip II của Macedonia bị ám sát trong khi tham dự lễ cưới của con gái ông với vua Alexandros I của Epirus. |
|             | 316 TCN        | Tô Tần, người đề xướng chư hầu hợp tung chống nước Tần bị đâm lén tại nước Tề. Trước khi chết, Tô Tần khuyên vua Tề treo đầu mình lên kể tội, kêu gọi người giết Tô Tần đến lĩnh thưởng thì sẽ tìm được thủ phạm. Vua Tề làm theo, quả nhiên bắt được kẻ đâm Tô Tần.            |
|             | 212 TCN        | Archimedes, nhà toán học Hy Lạp cổ đại bị giết khi ông đang làm toán. |
|             | 185 TCN        | Vua Ấn Độ Brhadrata bị ám sát bởi một vị tướng. |
| 28 tháng 9  | 48 TCN         | Pompey, một trong ba nhà lãnh đạo Cộng hòa La Mã, bị ám sát tại Ai Cập |
| 15 tháng 3  | 44 TCN         | Julius Caesar, Nhà Độc tài của Cộng hòa La Mã bị Marcus Junius Brutus và các nguyên lão đồng lõa mưu sát bằng dao tại kịch trường Pompey, Roma |
| 13 tháng 10 | 54             | Claudius, Hoàng đế La Mã bị sát hại bằng đầu độc |
| 27 tháng 1  | 661            | Khalip Ali bin Abu Talib bị ám sát. |
|             | 710            | Hoàng đế Trung Hoa Đường Trung Tông bị vợ là Vi hoàng hậu đầu độc chết. |
| 18 tháng 3  | 978            | Vua Anh Edward the Martyr bị ám sát bởi những người hầu của mẹ ghẻ ông. Người mẹ ghẻ này chính là chủ mưu vụ ám sát. |
|             | 979            | Hoàng đế Việt Nam Đinh Tiên Hoàng và con trai Đinh Liễn bị Đỗ Thích ám sát cùng lúc |
|             | 1006           | Hoàng đế Việt Nam, Lê Trung Tông bị em là Lê Long Đĩnh sai người lẻn vào cung cấm ám sát để cướp ngôi. |
|             | 1227           | Leszek I của Ba Lan bị công tước xứ Pomerania ám sát. |
|             | 1327           | Vua Edward II của Anh bị ám sát |
|             | 1389           | Vua Thổ Nhĩ Kỳ Murad I bị 1 người lính Serbia ám sát. |
| tháng 10    | 1459           | Vua Việt Nam Lê Nhân Tông và mẹ là thái hậu Nguyễn Thị Anh bị anh là Lê Nghi Dân sai người lẻn vào cung giết chết để cướp ngôi. |
| 3 tháng 2   | 1481           | Vua Thổ Nhĩ Kỳ Mehmed II bị thái tử Bayezid, cấu kết ngự y hoàng triều đầu độc mà chết. |
| 20 tháng 5  | 1622           | Vua Thổ Nhĩ Kỳ Osman II bị ám sát |
| 19 tháng 6  | 1747           | Vua Ba Tư Nader Shah bị ám sát bởi một người trong quân đội của ông. |
| 16 tháng 3  | 1792           | Vua Gustav III của Thụy Điển bị Jacob Johan Anckarström bắn sau lưng trong buổi dạ vũ hóa trang tại Nhà hát Hoàng gia, Stockholm. Mười ba ngày sau mới chết. |
| 13 tháng 7  | 1793           | Triết gia Pháp Jean-Paul Marat bị Charlotte Corday ám sát, khi đang ngâm mình trong bồn tắm |
|             | 1797           | Vua Ba Tư Agha Muhammad Khan Qajar bị giết bởi những người hầu |
| 14 tháng 6  | 1800           | Jean-Baptiste Kllesber bị ám sát bởi Soleyman EI-Halaby trong lúc đi dạo trong vườn ở Cairo, Ai Cập |
| 11 tháng 5  | 1812           | Thủ tướng Anh Spencer Perceval bị John Bellingham ám sát |
| 30 tháng 11 | 1830           | Giáo hoàng Piô VIII bị bỏ thuốc độc mà chết |
| 14 tháng 4  | 1865           | Tổng thống Hoa Kỳ Abraham Lincoln bị John Wilkes Booth bắn tại Nhà hát Ford. Lincoln chết vào ngày hôm sau. |
| 2 tháng 7   | 1881           | Tổng thống Hoa Kỳ James Garfield bị Charles Guiteau bắn vào ngực. Vết thương không khỏi, ông chết ngày 19 tháng 9. |
|             | 1881           | Nga hoàng Aleksandr II bị tổ chức "Dân ý" ám sát bằng bom. Khi quả bom nổ, cả Nga hoàng và người đã đặt bom là Ignatei Grinevitski đều thiệt mạng. |
| 24 tháng 6  | 1894           | Tổng thống Pháp Marie François Sadi Carnot bị người vô chính phủ Ý Sante Jeronimo Caserio đâm chết tại một buổi tiệc |
| 1 tháng 5   | 1896           | Vua Ba Tư Nasser al-Din Shah Qajar bị ám sát. |
| 20 tháng 7  | 1900           | Vua Umberto I của Ý bị Gaetano Bresci ám sát tại Monza |
| 6 tháng 9   | 1901           | Tổng thống Hoa Kỳ William McKinley bị Leon Czolgosz ám sát, McKinley chết ngày 14 tháng 9 |
| 26 tháng 10 | 1909           | Nhà hoạt động dân tộc chủ nghĩa Hàn Quốc An Jung-geun bắn chết cựu Thủ tướng Nhật Bản-Thống giám Hàn Quốc Ito Hirobumi tại Cáp Nhĩ Tân, Đại Thanh |
| 28 tháng 6  | 1914           | Đại vương công Áo (Archduke) Franz Ferdinand bị ám sát cùng vợ, khởi đầu cho Chiến tranh thế giới thứ nhất |
| 16 tháng 12 | 1922           | Tổng thống đầu tiên của Ba Lan sau khi giành lại độc lập, Gabriel Narutowicz bị ám sát. |
| 20 tháng 7  | 1923           | Pancho Villa, người hùng cách mạng của México, bị bắn chết trong khi đang lái xe hơi |
| 14 tháng 1  | 1930           | Sĩ quan SA Horst Wessel bị đảng viên Cộng sản sát hại; Wessel chết trong bệnh viện ngày 23 tháng 2. |
| 6 tháng 5   | 1932           | Tổng thống Pháp Paul Doumer bị Paul Gorguloff ám sát, trong khi đang khai mạc một hội chợ sách báo tại Paris |
| 8 tháng 11  | 1933           | Vua Afghanistan Muhammad Nadir Shah bị ám sát. |
| 8 tháng 9   | 1935           | Nghị viên Hoa Kỳ Huey Long của tiểu bang Louisiana bị Carl Weiss ám sát. Vệ sĩ của Long bắn Weiss chết tại chỗ. |
| 20 tháng 8  | 1940           | Lev Davidovich Trotsky bị Ramon Mercader dùng đồ đục nước đá đâm vào đầu nhưng chưa chết ngay. Ông bảo vệ sĩ của mình "Đùng giết hắn. Hắn có chuyện mình cần biết". Ramon Mercader bị xét, khai tên thật là Jacques Mornard, một nhà ngoại giao Bỉ. Ngày hôm sau, Trotsky chết. |
| 18 tháng 4  | 1942           | Phi cơ của Đô đốc Nhật Bản Isoroku Yamamoto bị bắn rơi |
| 27 tháng 5  | 1942           | Tổng chỉ huy lực lượng an ninh Đức Quốc xã Reinhard Heydrich bị quân kháng chiến Tiệp Khắc ám sát, dưới chỉ thị của Hoa Kỳ |
| 19 tháng 7  | 1947           | Đại tướng Quân đội Độc lập Miến Điện Aung San bị U Saw, một thủ lĩnh đối lập ám sát ngay trước khi Miến Điện độc lập |
| 30 tháng 1  | 1948           | Mahatma Gandhi bị Nathuram Godse, một người cuồng Ấn Độ giáo ám sát |
| 20 tháng 7  | 1951           | Vua Abdullah của Jordan bị ám sát tại Jerusalem |
| 14 tháng 7  | 1958           | Vua Faisal II của Iraq bị giết trong một cuộc đảo chánh |
| 2 tháng 11  | 1960           | Chủ tịch Đảng Xã hội Nhật, ông Inejiro Asanuma bị ám sát khi đang phát biểu về bài diễn văn chống Đế quốc Mỹ ở Hội trường Hibiya |
| 1 tháng 11  | 1963           | Anh em tổng thống Ngô Đình Diệm bị ám sát |
| 22 tháng 11 | 1963           | Tổng thống Hoa Kỳ John F. Kennedy bị ám sát. Lee Harvey Oswald bị kết tội là đã bắn lén từ cửa sổ của một kho sách tại Dallas. Ngày 24 tháng 11, Oswald bị Jack Ruby công khai bắn chết - vụ bắn này được trực tiếp truyền hình.                                                |
| 21 tháng 2  | 1965           | Malcolm X bị ám sát |
| 6 tháng 9   | 1966           | Thủ tướng Nam Phi, dưới thời kỳ thị chủng tộc, Hendrik Verwoerd, bị Dimitri Tsafendas đâm chết tại quốc hội |
| 4 tháng 4   | 1968           | Martin Luther King bị ám sát |
| 5 tháng 6   | 1968           | Ứng cử viên Robert F. Kennedy bị Sirhan Sirhan bắn tại California. Ngày hôm sau thì chết. |
| 16 tháng 9  | 1973           | VictorJara bị ám sát |
| 25 tháng 3  | 1975           | Vua Faisal của Ả Rập Saudi bị người cháu có bệnh tâm thần giết. Người cháu này sau đó bị chặt đầu. |
| 22 tháng 10 | 1975           | Người Thổ Nhĩ Kỳ Daniş Tunalıgil bị ám sát. |
| 24 tháng 10 | 1975           | Người Thổ Nhĩ Kỳ İsmail Erez bị ám sát. |
| 9 tháng 6   | 1977           | Người Thổ Nhĩ Kỳ Taha Carım bị ám sát |
| 7 tháng 9   | 1978           | Phóng viên cho BBC Georgi Ivanov Markov bị sát thủ của KGB dùng mũi đầu cây dù đâm vào chân. Mũi có tẩm thuốc độc, Markov chết sau 4 ngày quằn quại đau đớn. |
| 26 tháng 11 | 1978           | Nghệ sĩ Thanh Nga cùng chồng bị ám sát ngay trước cửa nhà riêng ở Thành phố Hồ Chí Minh |
| 27 tháng 8  | 1979           | Lord Louis Mountbatten chết khi nhóm IRA (Quân Cộng hòa Ireland) đặt bom trên ghe của ông tại vịnh Donegal |
| 26 tháng 10 | 1979           | Tổng thống Hàn Quốc Park Chung-hee bị trưởng phòng tình báo Kim Jae-kyu ám sát |
| 24 tháng 3  | 1980           | Tổng giám mục Oscar Romero bị ám sát khi đang dâng lễ tại một bệnh viện ở San Salvador |
| 17 tháng 9  | 1980           | Anastasio Somoza, cựu tổng thống độc tài của Nicaragua, bị ám sát tại Paraguay |
| 8 tháng 12  | 1980           | Ca sĩ của ban nhạc Beatles John Lennon bị Mark David Chapman bắn chết tại Thành phố New York |
| 6 tháng 10  | 1981           | Anwar Sadat, Tổng thống Ai Cập, người có công sức tìm hòa bình với Israel, bị ám sát. Vụ bắn này được trực tiếp truyền hình. |
| 4 tháng 5   | 1982           | Người Thổ Nhĩ Kỳ Orhan Gündüz bị ám sát. |
| 9 tháng 3   | 1983           | Người Thổ Nhĩ Kỳ Galip Balkar bị ám sát. |
| 21 tháng 8  | 1983           | Benigno Aquino, Jr. bị nhân viên mật vụ của tổng thống Philippines Ferdinand Marcos giết. Tiếp theo là cuộc lật đổ chính quyền của Marcos. |
| 31 tháng 10 | 1984           | Indira Gandhi, Thủ tướng Ấn Độ, bị ám sát |
| 28 tháng 2  | 1986           | Olof Palme, Thủ tướng Thụy Điển, bị ám sát tại một rạp chiếu phim ở Stockholm |
| 9 tháng 8   | 1988           | Tổng thống Pakistan Zia al Haq và 30 người bị chết khi bị đặt bom trên phi cơ C130 tại Bahawalpu |
| 21 tháng 5  | 1991           | Rajiv Gandhi, cựu Thủ tướng Ấn Độ, bị nhóm Hổ Tamil ám sát |
| 4 tháng 11  | 1995           | Yitzhak Rabin, Thủ tướng Israel, bị một tên cuồng tín cực hữu Do Thái bắn chết trong một cuộc vận động hòa bình |
| 1 tháng 4   | 2001           | Gần hết hoàng gia của Nepal bị thái tử Dipendra Bir Bikram Shah Dev bắn. Dipendra tự bắn mình luôn nhưng chưa chết ngay. Trong khi đang bị hôn mê, Dipendra được phong làm vua Nepal. Sau khi y chết, hoàng tử Gyanendra lên ngôi.                                              |
| 6 tháng 5   | 2002           | Ứng cử viên khuynh hữu của Hà Lan Pim Fortuyn bị nhóm cực đoan bảo vệ súc vật bắn chết tại khu Hilversum, Amsterdam |
| 12 tháng 3  | 2003           | Zoran Djindjic, Thủ tướng Serbia, bị ám sát tại Beograd, có thể do nhóm mafia tại Serbia |
| 11 tháng 9  | 2003           | Bộ trưởng Ngoại giao Thụy Điển Anna Lindh bị ám sát tại một khu phố ở Stockholm. Bà Lindh nằm trong nhóm chính quyền chống chuyện đem đồng euro vào Thụy Điển. |
| 1 tháng 11  | 2006           | Cựu điệp viên KGB, Aleksandr Valterovich Litvinenko bị ốm do nhiễm độc chất phóng xạ polonium-210 và chết sau 3 tuần. Mặc dù chưa biết ai hay tổ chức nào tiến hành nhưng đây được coi là một vụ ám sát đầu tiên sử dụng chất phóng xạ                                          |
| 27 tháng 12 | 2007           | Cựu thủ tướng Pakistan Benazir Bhutto bị ám sát khi đang vận động tranh cử ở Rawalpinli, chưa rõ thủ phạm là ai hay tổ chức nào. |
| 13 tháng 1  | 2019           | Cựu thị trưởng Gdańsk, Ba Lan, Paweł Adamowicz bị ám sát khi đang vận động tranh cử ở Targ Węglowy, thủ phạm là ai hay người đâm nào. |
| 7 tháng 7   | 2021           | Tổng thống Haiti Jovenel Moïse bị ám sát, trong khi đang khai mạc một hội chợ sách báo tại Pétion-Ville |
| 8 tháng 7   | 2022           | Cựu Thủ tướng Nhật Bản Abe Shinzō bị ám sát khi đang phát biểu trên đường phố ở tỉnh Nara |
| 20 tháng 8  | 2022           | Con gái của Dugin Darya Dugina bị ám sát bởi vụ nổ xe sau khi tham dự sự kiện với tư cách khách mời ở Gần Moskva, chưa rõ ai hoặc tổ chức nào đã thực hiện điều này. |

## Những cuộc mưu sát bất thành
|            | Khoảng 453 TCN | Dự Nhượng nước Tấn thời Chiến Quốc 3 lần mưu sát Triệu Vô Tuất để trả thù cho chủ cũ là Trí Bá nhưng đều không thành. Vô Tuất cảm phục nghĩa khí của Dự Nhượng, cởi áo mình ra cho Nhượng đâm vào áo để thỏa chí báo thù. Đâm áo Vô Tuất xong, Nhượng tự sát. |
|            | 227 TCN        | Kinh Kha theo lệnh thái tử Đan nước Yên đi mưu sát Tần Vương Chính để ngăn chặn việc nước Tần đang diệt các chư hầu nhưng không thành. Kinh Kha và người đi cùng là Tần Vũ Dương đều bị giết. Tần vương tiếp tục thôn tính các chư hầu, thống nhất Trung Quốc. |
|            | 218 TCN        | Trương Lương, dòng dõi khanh tướng nước Hàn sai dũng sĩ dùng chùy đi ám sát Tần Thủy Hoàng ở Bác Lãng Sa khi vua Tần tuần du qua đây. Nhưng dũng sĩ đánh nhầm vào xe tùy tùng nên vua Tần thoát chết. Trương Lương phải đổi tên họ bỏ trốn. |
|            | sau 221 TCN    | Cao Tiệm Ly, bạn của Kinh Kha đổ chì vào ống đàn trúc, mưu ám sát Tần Thủy Hoàng để báo thù cho bạn. Nhưng vì Tiệm Ly trước đó đã bị vua Tần chọc mù mắt nên cầm đàn đánh không trúng, bị vua Tần giết. |
|            | 199 TCN        | Quán Cao ở nước Triệu sai người phục trong nhà vệ sinh tại huyện Bách Nhân để giết Hán Cao Tổ Lưu Bang, nhưng khi đi qua đó Lưu Bang bỗng nhiên chột dạ không dừng lại nên thoát chết. |
| 30 tháng 1 | 1835           | Andrew Jackson là Tổng thống Hoa Kỳ đầu tiên suýt chết vì ám sát. Khi ông rời khỏi một đám tang, một người tên Richard Lawrence giơ súng bắn vào ông. Súng bị nghẹt không hiệu lực, Lawrence móc thêm khẩu thứ hai và giơ bắn, cũng bị nghẹt luôn. Andrew Jackson liền lấy gậy đập hắn. Khi xét xử thì chính quyền mới biết Lawrence bị bệnh tâm thần và giam hắn vào nhà thương điên. |
|            | 1887           | Tổ chức "Dân ý" lập mưu ám sát Nga hoàng Aleksandr III. Những người mưu sát Nga hoàng đã bị bắt giữ trước khi hành động, trong số đó có Aleksandr Ulyanov - anh trai của lãnh đạo Xô Viết Lenin. |
| 18 tháng 6 | 1924           | Phạm Hồng Thái quăng một quả lựu đạn được ngụy trang trong một chiếc máy ảnh, để giết toàn quyền Đông Dương Martial Henri Merlin nhưng thất bại, Merlin chỉ bị thương nhẹ và thoát chết. |
|            | 1933           | Tổng thống Hoa Kỳ Franklin D. Roosevelt trong lễ nhậm chức bị bắn 5 phát nhưng không trúng. Thị trưởng Chicago, Anton Cemark, thiệt mạng. |
| 20 tháng 7 | 1944           | Claus von Stauffenberg, một sĩ quan cao cấp của Adolf Hitler, mang vào phòng họp một cặp hồ sơ chứa chất nổ để định giết Hitler. Cặp hồ sơ nổ, 4 người chết và nhiều người bị thương nặng nhưng Hitler chỉ bị thương nhẹ. Von Stauffenberg sau bị bắt và xử bắn. |
| 22 tháng 8 | 1962           | Charles de Gaulle và vợ thoát chết khi Jean-Marie Bastien-Thiry dùng súng máy bắn vào chiếc xe của họ tại một vùng ngoại ô của Paris. Trong đời, de Gaulle đã từng là mục đích của nhiều vụ ám sát. |
| 9 tháng 5  | 1964           | Nguyễn Văn Trỗi gài bom cầu Công Lý để giết bộ trưởng bộ quốc phòng Robert McNamara nhưng bị phát hiện và bị xử bắn vào 5 tháng sau. |
| 30 tháng 3 | 1981           | Tổng thống Hoa Kỳ Ronald Reagan, thư ký báo chí James Brady và hai tòng viên bị John Hinckley, Jr. bắn. Đạn xuyên vào phổi Reagan, chỉ cách tim vài phân. Trên bàn mổ, Reagan đùa với bác sĩ giải phẫu "Tôi hy vọng các ông đều theo Đảng Cộng hòa..." |
| 13 tháng 5 | 1981           | Mehmet Ali Agca toan ám sát Giáo hoàng Gioan Phaolô II, tại Quảng trường Thánh Phêrô, Roma. Giáo hoàng bị thương ở tay và bụng nhưng không chết. |
| ---        | ---            | Hai trong những người bị mưu sát nhiều lần nhưng đều không thành là Chủ tịch Fidel Castro của Cuba và Chủ tịch Yasser Arafat của PLO. Theo Fabian Escalante, người bảo vệ Fidel Castro, đã thống kê rằng, tổng số có 638 lần âm mưu ám sát của mỹ (CIA) nhằm vào cuộc sống của nhà lãnh đạo Cuba này.                                                                                  |
| 13 tháng 7 | 2024           | Cựu Tổng thống Hoa Kỳ Donald Trump bị Thomas Matthew Crooks bắn khi đang vận động tranh cử ở Butler, Pennsylvania. Đạn sượt qua làm rách tai phải của Trump, ông chủ động cúi xuống để tránh đường đạn tiếp theo và thoát chết. Vụ tấn công này khiến một người tham gia mít tinh bị thiệt mạng. Nghi pham bị bắn hạ ngay sau đó.                                                      |

## Những vụ bị nghi ngờ là ám sát
|  | 1324 TCN | Vua Ai Cập Tutankhamun được xem là bị quan đại thần Ay hoặc tướng Horemheb ám sát. |